# Dziobik brzozowiec
Dziobik brzozowiec (Kleidocerys resedae) – gatunek pluskwiaka różnoskrzydłego z rodziny zwińcowatych i podrodziny Ischnorhynchinae.
Gatunek ten opisany został w 1797 roku przez Georga W. F. Panzera pod nazwą Lygaeus resedae.
Rdzawo ubarwiony pluskwiak o długości ciała od 4,5 do 5,5 mm. Półpokrywy silnie przezroczyste, wzorzyste, z punktowaną przykrywką i międzykrywką. Na tej drugiej punkty ułożone są w trzy rzędy. Podobny do K. ericae.
Owady dorosłe zimują, rozmnażają się wczesną wiosną. W warunkach klimatycznych południowej Wielkiej Brytanii występuje kilka pokoleń w roku.
Wyróżnia się 3 podgatunki tego pluskwiaka:
- Kleidocerys resedae fuscomaculatus Barber, 1953
- Kleidocerys resedae geminatus (Say, 1832)
- Kleidocerys resedae resedae (Panzer, 1797)